# Мансур I
Абу Саліх Мансур (помер 13 червня 976) — правитель Саманідської держави. Був слабким правителем. Період його володарювання позначився фінансовими проблемами.

## Життєпис
Походив з династії Саманідів. Син еміра син Нуха I. У 961 році після смерті свого брата Абд аль-Малик I за підтримки своїх прихильників переміг очільника тюркських вояків Алп-Тегіна та стає новим правителем Саманідської держави. Алп-тегін втік до Газні, де зрештою створив державу Газневідів.
З самого початку довелося придушувати численні заколоти. У 962 році повстав Абу Мансур, що перейшов на бік Буїдів. У 963 році вдалося владнати конфлікт з останніми, відновивши владу над Хорасаном, Горганом та Табаристаном. Проте невдовзі почалася низка військових конфліктів з Адуд аль-Даулою, шахіншахом Буїдів. У 970 році вдалося підтвердити зверхність над державою Саффаридів. Втім невдовзі було втрачено вплив на Гораган та Табаристан, де отаборилися Буїди. Також все більш могутніми ставали Газневіди. В розпал постійних конфлікт Мансур I померу 976 році.